# Olimpia Cataramă
Olimpia Cataramă (* 25. Oktober 1940 in Lerești, Kreis Argeș) ist eine ehemalige rumänische Diskuswerferin.
Bei den Olympischen Spielen kam sie 1964 in Tokio auf den achten und 1968 in Mexiko-Stadt auf den 13. Platz.
Bei den Leichtathletik-Europameisterschaften wurde sie 1969 in Athen, 1971 in Helsinki und 1974 in Rom jeweils Sechste.
Ihre persönliche Bestleistung von 61,10 m stellte sie am 28. Juli 1972 in Poiana Brașov auf.